# Trioza proximata
Trioza proximata är en insektsart som beskrevs av Crawford 1911. Trioza proximata ingår i släktet Trioza och familjen spetsbladloppor. Inga underarter finns listade i Catalogue of Life.